# Carl Ludwig Daniel Meister
Carl Ludwig Daniel Meister (* 14. August 1800 in Detmold; † 15. Oktober 1877 in Hamburg) war ein Hamburger Kaufmann und Abgeordneter.

## Leben
Meister kam in jungen Jahren nach Hamburg, absolvierte eine kaufmännische Ausbildung und hat sich durch großen Fleiß und eiserne Beharrlichkeit zu einer höchst angesehenen Stellung emporgearbeitet. Die von ihm 1830 gegründete Handelsfirma Carl L. D. Meister & Co. wurde mit dem Tod seines Sohnes 1882 liquidiert. Meister war auch an Handelsfirmen in London und auf den Westindischen Inseln beteiligt.
Von 1832 bis 1835 fungierte Meister als Kapitän der 1. Kompanie des 3. Bataillons und von 1836 bis 1840  als Major des 2. Bataillons des Bürgermilitärs.
Meister bekleidete diverse Ämter innerhalb der kirchlichen Selbstverwaltung des  Sankt Jacobi Kirchspiels.  Von 1847 bis zu seinem Tod gehörte er dem Vorstand der Pestalozzistiftung an. Er gehörte zu den Gründern dieser Stiftung und hat ihre Statuten wesentlich mit verfasst.   
Meister amtierte in den Jahren von 1845 bis 1848 als Militärkommissar. Er war von 1847 bis 1852 Steuerschätzbürger und gehörte in den folgenden  Jahren einigen Deputationen an; unter anderem der Commerzdeputation, als deren Präses er 1855 fungierte.
Von 1859 bis 1862 gehörte Meister der Hamburgischen Bürgerschaft an.
Am 22. April 1873 wurde er zum Oberalten im Kirchspiel Sankt Jacobi gewählt und war Mitglied des Kollegiums der Oberalten bis zu seinem Tod.